# 23162 Alexcrook
23162 Alexcrook è un asteroide della fascia principale. Scoperto nel 2000, presenta un'orbita caratterizzata da un semiasse maggiore pari a 2,4606685 UA e da un'eccentricità di 0,1298594, inclinata di 1,81772° rispetto all'eclittica.